# Saint-Pé-d'Ardet
Saint-Pé-d'Ardet is een gemeente in het Franse departement Haute-Garonne (regio Occitanie) en telt 114 inwoners (1999). De plaats maakt deel uit van het arrondissement Saint-Gaudens.

## Geografie
De oppervlakte van Saint-Pé-d'Ardet bedraagt 3,5 km², de bevolkingsdichtheid is 32,6 inwoners per km².
De onderstaande kaart toont de ligging van Saint-Pé-d'Ardet met de belangrijkste infrastructuur en aangrenzende gemeenten.

## Demografie
De figuur toont het verloop van het inwonertal (bron: INSEE-tellingen).